# Lluís Maria Xirinacs i Damians
Lluís Maria Xirinacs i Damians (Barcelona, 6 d'agost de 1932 - Ogassa, 11 d'agost de 2007) fou un sacerdot, polític, filòsof de la noviolència i assagista català.

## Biografia
Va néixer el 6 d'agost de 1932 en un domicili del carrer de Balmes, al barri de l'Eixample de Barcelona, en una família catòlica benestant. Fou el tercer fill d'Enric Xirinacs Espinàs i de Maria del Carme Damians Batlle. Tingué dues germanes grans, Maria Lourdes (1929-1975) i Maria Montserrat (1930), i dos de petits, Anna Maria (1934) i Carles Vicenç (1936). La família solia passar l'estiu a Cerdanyola del Vallès i a Begues.
| « | Vaig néixer a l'encreuament Balmes-València […] mare d'alta burgesia, pare de petita burgesia. Els quatre anys de relativa calma social de l'Estatut de Catalunya de Macià i Companys assentaren en la pau el meu esperit; els tres anys de guerra de Franco, amb assassinats, bombardeigs, fred i fam, m'esmolaren enteniment, sentiments i sentits. A set anys era un petit guerrer, fort, freturós de pau. El pare tenia curiositat universal. L'alimentava amb la contínua consulta dels cent toms de l'Enciclopèdia Espasa i la transmetia als fills en forma de preguntes temptadores, atractives, sovint capricioses. | » |

Quan estudiava al seminari, el va impressionar una sentència del filòsof polonès Alfred Korzybski: «L'excés d'informació mal païda ens porta a pronosticar una espècie de mundial esquizofrènia col·lectiva». Xirinacs inicià llavors la creació del seu model filosòfic de coneixement de la realitat.
Fou ordenat sacerdot a 22 anys. A principis dels anys 1960 fou consiliari de la branca Rovers (joves) a la Delegació Diocesana d'Escoltisme. L'any 1963, pressionada per autoritats estatals, la jerarquia eclesiàstica el va destinar a Balsareny i, més tard, a causa de la seva defensa del Sindicat Democràtic d'Estudiants, se'l destinà a Sant Jaume de Frontanyà. En aquell moment, rebutjà la dotació econòmica que l'Estat espanyol assignava a cada sacerdot.
El 1968, comparegué davant un consell de guerra acusat de ser l'inspirador del Front d'Alliberament de Catalunya i participà en diverses vagues de fam en solidaritat amb els imputats en el procés de Burgos. L'any 1969 publicà el llibre Secularització i cristianisme.
Fou un dels impulsors de l'Assemblea de Catalunya a finals del franquisme i un dels promotors de la Marxa de la Llibertat. En una seva detenció el 1971, es negà a parlar en cap altra llengua que no fos la catalana, fet pel qual fou confinat a presó a Zamora, on inicià la seva tercera vaga de fam. Entre 1973 i 1975, estigué empresonat per les seves activitats contràries al règim dictatorial.
Un cop en llibertat, s'estigué en vetlla permanent, juntament amb els «captaires de la pau», a Montserrat. Des del 25 de desembre de 1975 s'estigué fent guàrdia 12 hores cada dia davant la presó Model de Barcelona en una campanya per a demanar l'amnistia total dels presos, fins que s'aprovaren les mesures d'amnistia de 1977.

### Lluita noviolenta, premis per la pau i candidatures al Nobel
Destacà per defensar els drets humans amb mètodes de protesta no violents com les vagues de fam i, sobretot, la seva manifestació diària davant la presó Model de Barcelona durant un any i nou mesos per reclamar l'amnistia per als presos polítics.
L'any 1974, va rebre a Hèlsinki la medalla del 25è aniversari del Consell Mundial de la Pau, fundada pel científic francès Frédéric Joliot-Curie. També va rebre, a Viena, la medalla de bronze de l'Associació Mundial de la Pau, conjuntament amb Joaquín Ruiz-Jiménez, Cassià Maria Just, José María Moreno Galván, Josep Maria Castellet, Carlos Álvarez i Marcelino Camacho.
A més, fou candidat en fins a tres ocasions al Premi Nobel de la Pau, els anys 1975, 1976 i 1977. Durant aquell període, el 1976, publicà Diari de presó en dos volums: L'espectacle obsessiu i Entro en el gran buit.

### Senador constituent i altres candidatures
Fou senador independent per Barcelona entre 1977 i 1979, i participà en el procés d'elaboració de la Constitució espanyola de 1978. La seva proposta, una constitució alternativa completa basada en una confederació d'estats, fou rebutjada sencera. Llavors, en presentà cada article per separat com a propostes d'esmena i les publicà en el seu llibre Constitució, paquet d'esmenes. En aquesta obra, es compara cada article proposat per ell amb els articles corresponents del text procedent del Congrés dels Diputats.
També durant aquells anys escrigué una columna diària al diari Avui titulada Des del senat, però hi renuncià quan es presentà a les eleccions al Congrés del 1979, argumentant que no volia abusar d'una posició de privilegi durant la campanya.
L'any 1979 encapçalà la candidatura per Barcelona de la coalició Bloc d'Esquerra d'Alliberament Nacional (BEAN) al Congrés dels Diputats amb l'eslògan polític «Així, Xirinacs! Serem forts al Congrés», que reivindicava els quatre punts programàtics de la ja extinta Assemblea de Catalunya. L'any 1980 encapçalà la candidatura del BEAN per Barcelona en les primeres eleccions al Parlament de Catalunya després del franquisme, anomenada «BEAN-Unitat Popular». El BEAN va esdevenir llavors partit polític, però més avant, després de no haver obtingut representació parlamentària, la seva formació política es va dissoldre.

### Disseny d'un nou model polític, econòmic i social
L'any 1982 va redactar conjuntament amb l'intel·lectual Agustí Chalaux el llibre Tercera via. Sistema general a la mesura de l'home d'avui, que no fou editat fins a l'any 2012. L'any 1984, amb el mateix Agustí Chalaux i altres persones fundaren el Centre d'Estudis Joan Bardina, en què desenvoluparen l'estudi del nou model polític, econòmic i social que proposaven; també s'hi redactaren diversos llibres i documents, basant-se en part en les propostes iniciades dins de l'obra Tercera via.
L'any 1986, en la conferència «Món alternatiu» a la seu de la Cooperativa Tascó, explicà quina era per a ell la funció de l'estudiós de la societat del seu temps: descobrir-ne els problemes de funcionament per mirar de trobar-hi solucions alternatives. Posava com a exemple el cas particular de Karl Marx i el seu llibre El capital. El 27 d'octubre de 1987, juntament amb un grup d'amics, creà la Fundació Tercera Via, anomenada actualment Fundació Randa-Lluís M. Xirinacs.

### Deixa el sacerdoci

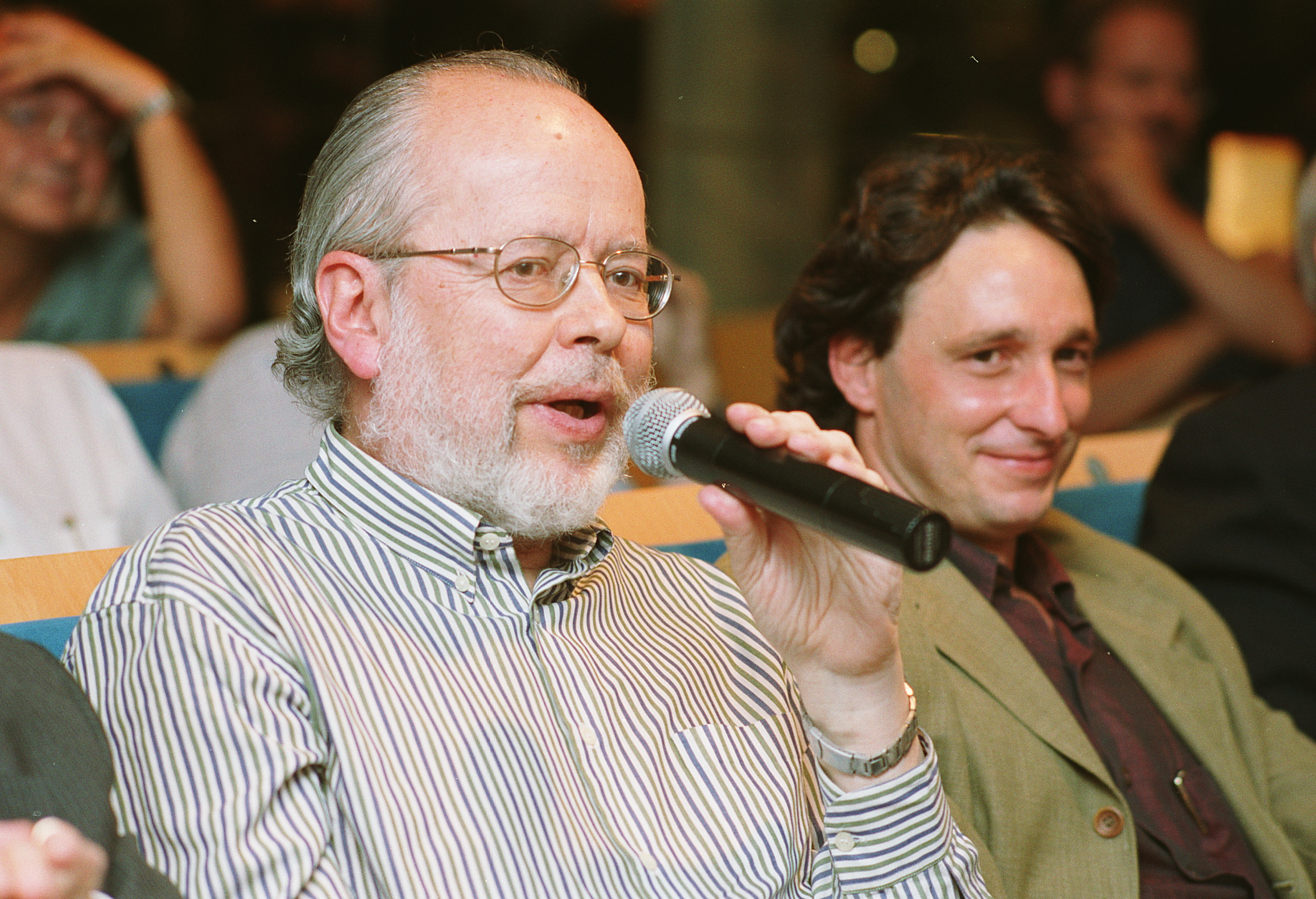
Xirinacs al Museu d'Història de Catalunya el 2001

Xirinacs abandonà el sacerdoci el 1990. De llavors fins que es va morir va promoure diverses iniciatives polítiques de signe nacionalista.
La seva obra més coneguda és la trilogia de memòries polítiques La traïció dels líders, publicada entre 1993 i 1997, en què critica el paper dels polítics postfranquistes durant la Transició democràtica espanyola. També ha escrit El terror, la pau i el sagrat (2003).
L'any 2000 va tornar a protestar de manera activa, plantant-se cada dia a la plaça de Sant Jaume de Barcelona per a demanar la independència del país. El mateix any publicà Plantem-nos. Temes vius i pendents per al tombant de mil·lenni, amb el periodista Lluís Busquets.

### Disseny d'un model filosòfic de coneixement de la realitat
A 65 anys va doctorar-se en Filosofia després de fer una carrera de llicenciatura brillant, en què va obtenir diferents matrícules d'honor. El tema d'aquest doctorat va ser el seu model filosòfic de coneixement de la realitat, anomenat «globàlium» o «globalisme», que havia anat desenvolupant al llarg de la seva vida i que, en el seu model major, està compost de 80 categories filosòfiques ordenades segons l'estructura geomètrica d'una hiperesfera, o esfera de quatre dimensions. Aquest model li serví per a classificar totes les facetes de la realitat conegudes per l'ésser humà i per a ajudar a saber què és essencial de cadascuna.

### Segon empresonament
L'11 de setembre de 2002, en el marc d'un acte reivindicatiu celebrat al fossar de les Moreres de Barcelona, pronuncià un polèmic discurs en el qual declarava:
| « | Gandhi deia que el no violent no pot tractar amb neutralitat les parts d'un conflicte violent: l'agressor és l'enemic, l'agredit és l'amic, tot i que sigui violent. Jo he intentat tota la vida lluitar per la via no violenta. Però declaro aquí, i ho dic ben alt, per si hi ha cap policia o cap fiscal: em declaro enemic de l'Estat espanyol i amic d'ETA i de Batasuna (...) I, a més a més, amb estils diferents. ETA, com que està en guerra, mata, però no arrenca ungles. Jo he estat a la presó amb gent d'ETA amb ungles arrencades. ETA no tortura. ETA mata els que considera els seus enemics, però no tortura. En canvi, Lasa i Zabala van morir torturats. ETA posa bombes en un lloc on es pot ferir gent que no sigui militar o no estigui relacionada amb els opressors, però avisa. Sabeu quant costa, en règim de clandestinitat, trobar la dinamita, pagar-la o robar-la, transportar-la, col·locar-la, i, a sobre, quan ho tenen tot a punt, avisar que la desactivin? Responeu-me: per què ho fa, això? Ho fa perquè encara conserva una mica de noblesa de l'estil de Ginebra; i la conserva perquè encara els seus enemics, molt més poderosos, no l'han malejada prou, tot obligant-la a dur una vida de rata de claveguera, amagats, perseguits, sense poder tenir parella, ni fills, ni tan sols anar al cinema. | » |

Aquestes paraules li comportaren ser processat per l'Audiència Nacional espanyola, que el va condemnar, el març de 2004, a dos anys de presó i a quatre d'inhabilitació.
El 17 de desembre de 2002, Lluís Maria Xirinacs havia declarat en defensa seva al jutjat d'instrucció núm. 8 de Barcelona: «No crec que sigui delicte fer feina d'historiador —de la qual es pot discrepar: de descriure una guerra d'alliberament nacional que dura ja quaranta anys i de comparar-la amb altres guerres». En la seva declaració digué també: «Són els tancs espanyols que ocupen el País Basc. Cap arma basca no vol conquerir Espanya». Malgrat que hi havia una sentència condemnatòria de resultes de la qual pesava damunt seu una ordre de crida i cerca, mai no fou detingut encara que ell seguia fent vida normal. L'estiu de l'any 2004 Xirinacs va ser guardonat amb el Premi Canigó que atorga cada any la Universitat Catalana d'Estiu.
Ja de 74 anys, el 25 d'octubre del 2005, fou detingut per la policia espanyola en una comissaria de la Ciutat Vella de Barcelona, on havia anat a renovar el seu document d'identitat. En ser detingut, va exercir l'objecció lingüística en negar-se a signar la seva declaració en castellà.
L'endemà, 26 d'octubre de 2005, va ingressar a la presó Model de Barcelona per ordre de l'Audiència Nacional, tot i que el mateix dia va ser traslladat al centre penitenciari de Can Brians, a Sant Esteve Sesrovires. Tan bon punt es va conèixer el seu empresonament, diverses persones i col·lectius van reclamar-ne l'alliberament al·legant raons humanitàries per motiu d'edat. La fiscalia va ordenar-ne l'alliberament aquella mateixa tarda.
L'any 2006 acabà d'escriure el model menor del globalisme, el seu model filosòfic de la realitat, i continuà amb el model major. El mes de febrer es publicà Amnistia 77. Franco ha mort?, història de la seva plantada davant la presó Model. El mateix any va escriure el text Tempiternitat.
L'any 2007, al Fòrum Social Mundial de Nairobi (Kenya), el Centre d'Estudis Joan Bardina presentà La moneda telemàtica, un vídeo en el qual Lluís Maria Xirinacs explica la possible utilització de la tecnologia per a implantar una moneda no anònima i universal que facilitaria la lluita contra la corrupció, proposta gestada per Agustí Chalaux. A l'abril s'edità el seu llibre Un model global de la realitat. Primera part: model menor. També publicà altres escrits: La mare de l'univers i Temps categòric. Mentrestant, treballava en el model major del seu model filosòfic. El sis de juliol començà el dietari Darreres espurnes.

### Defunció i exèquies

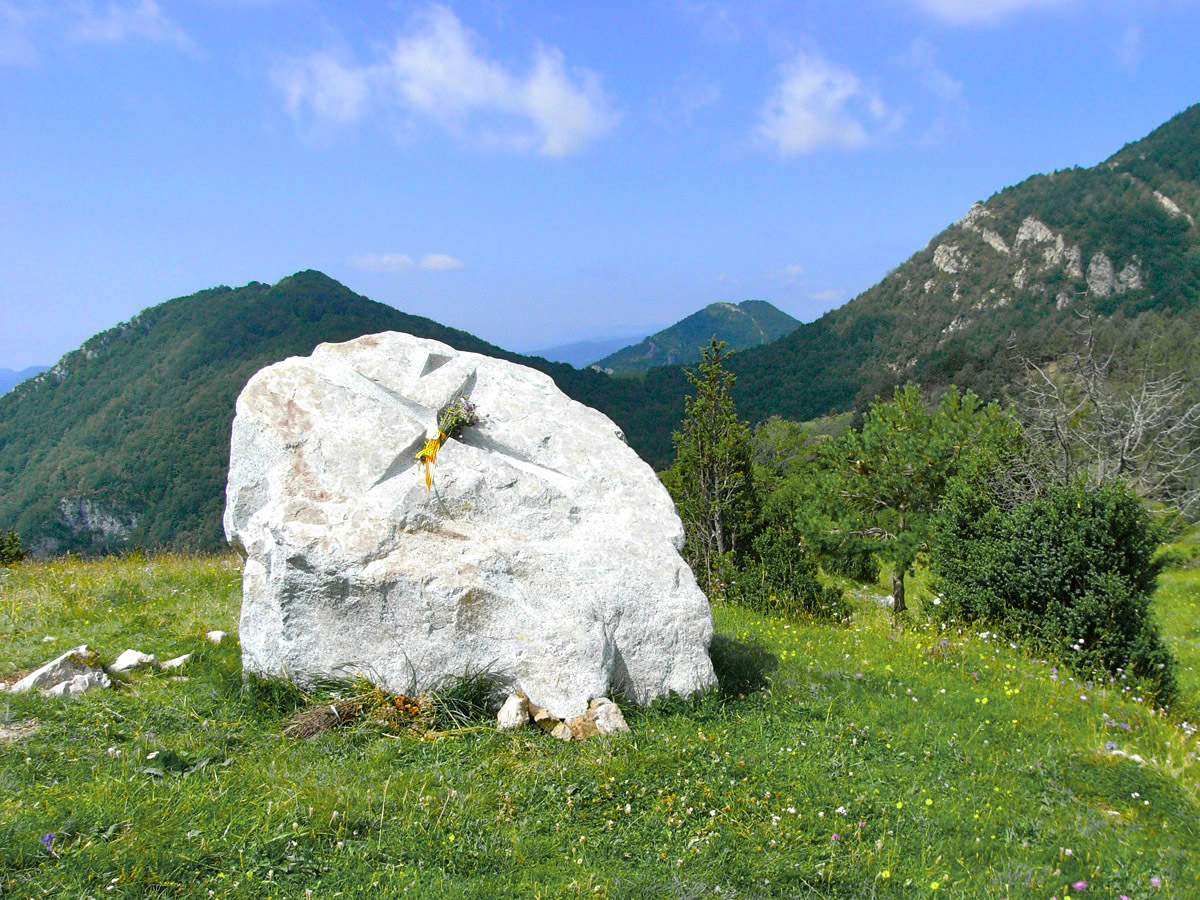
Monòlit en record de Lluís Maria Xirinacs al pla de Can Pegot

El 6 d'agost, dia del seu 75è aniversari, se n'anà cap al paratge de Can Pegot, al terme municipal d'Ogassa, sota la muntanya de Sant Amanç, el seu punt Omega.
L'11 d'agost de 2007 van trobar el seu cadàver en aquest bosc del Ripollès, on va voler passar els seus últims dies amb «la meva soledat i el meu silenci». Sis dies més tard, un boletaire el va trobar estirat en un prat, mort. L'última voluntat la declarava un escrit que deixà al seu despatx, en el qual recordava també haver viscut 75 anys en uns Països Catalans ocupats i recriminava als líders polítics catalans llur «covardia» en matèria de nacionalisme. Encara que alguns mitjans van donar per fet que s'havia suïcidat, l'autòpsia revelà que Xirinacs s'havia deixat morir per inanició (sense patir un gran sofriment), en un acte de sobirania pròpia. En paraules del seu metge personal i amic, Joan Parés, fou «una mort molt mística ja que creia que després de la mort arribaria al que anomenava una consciència universal».
El dia 16 d'agost de 2007 es van celebrar els funerals en memòria seva a l'església de Santa Maria del Mar, a Barcelona, i en acabar fou homenatjat al Fossar de les Moreres, el lloc on cinc anys abans havia fet el parlament que el va portar per darrer cop a la presó.
Xirinacs va deixar preparat abans de la seva mort al pla de Can Pegot un escrit titulat «Acte de sobirania» en un calaix del seu despatx de la Fundació Randa a mode de testament polític. El text va ser musicat per Mesclat i clou el seu tercer disc Cròniques colonials (2007). També Sanjosex l'adaptà com a tema central del telefilm estrenat a TV3, Sis nits d'agost (Ventura Durall, 2022), protagonitzat per l'actor Manel Barceló.
| «                                         | He viscut esclau setanta-cinc anys en uns Països Catalans ocupats per Espanya, per França (i per Itàlia) des de fa segles. He viscut lluitant contra aquesta esclavitud tots els anys de la meva vida adulta. Una nació esclava, com un individu esclau, és una vergonya de la humanitat i de l'univers. Però una nació mai no serà lliure si els seus fills no volen arriscar llur vida en el seu alliberament i defensa. Amics, accepteu-me aquest final absolut victoriós de la meva contesa, per contrapuntar la covardia dels nostres líders, massificadors del poble. Avui la meva nació esdevé sobirana absoluta en mi. Ells han perdut un esclau. Ella és una mica més lliure, perquè jo sóc en vosaltres, amics! | » |
| — «Acte de sobirania», 6 d'agost del 2007 | |   |

## Publicacions i homenatges pòstums
El mes de novembre es publicà Dietari final, format pels quaderns Cinc anys i Darreres espurnes. L'any 2008 es publicà L'esperit batega per Catalunya.
La diada de Sant Joan del 2008 s'inaugurà el Memorial Xirinacs, un monòlit esculpit amb una «X» i un accent tancat per Jaume Rodri al Pla de Can Pegot, on Lluís Maria Xirinacs lliurà la seva vida. L'octubre d'aquell mateix any es feu un homenatge a Xirinacs al Palau de la Música Catalana de Barcelona, per iniciativa d'Arriska Films, Picap i altres entitats de la societat civil. L'any 2009 es publicà l'escrit La no-violència.

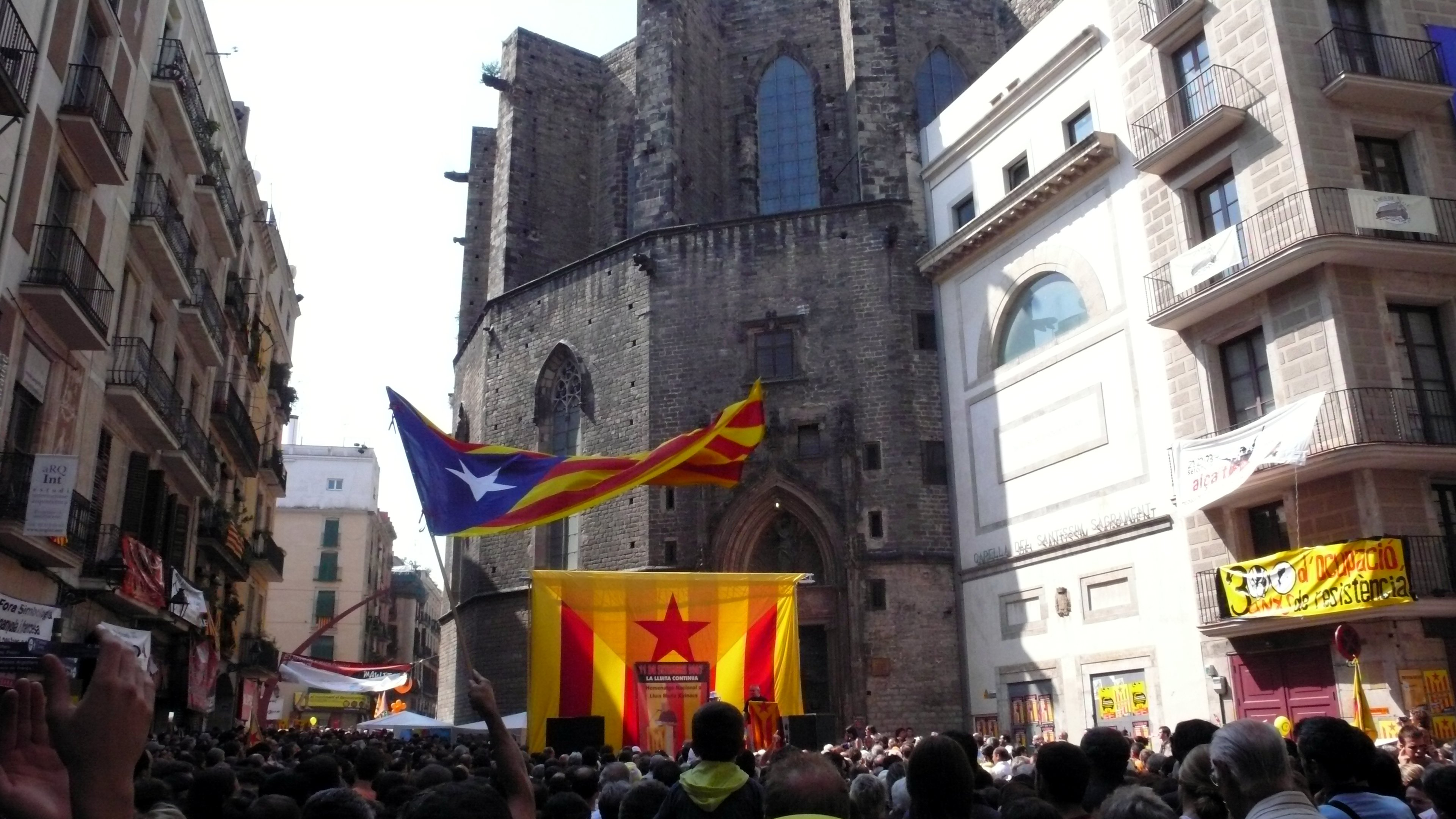
Homenatge a Xirinacs de l'Esquerra Independentista al Fossar de les Moreres, la Diada Nacional de 2007, sota el lema «La lluita continua».

L'any 2012 el Centre d'Estudis Joan Bardina i la Fundació Randa-Lluís M. Xirinacs publiquen en dos volums el llibre Tercera via. Sistema general a la mesura de l'home d'avui (1a edició, 23 d'abril; 2a edició, 11 de setembre). El maig del 2012 es publicà El valor humà de la pau i altres textos inèdits per iniciativa de l'Institut Català Internacional per la Pau.
El Correllengua 2012-2013 al Principat li fou dedicat, impulsat per la Coordinadora d'Associacions per la Llengua Catalana. El 2013 es publicà el llibre de Lluís Busquets Xirinacs i l'estafa de la transició.
La Fundació Randa-Lluís M. Xirinacs és la responsable de continuar difonent el llegat i els projectes de Lluís Maria Xirinacs i d'impulsar les propostes que ell plantejà per a l'alliberament personal i col·lectiu, entre les quals s'inclou el seu model filosòfic.
El 2019, el periodista i escriptor Jordi Lara publicà Sis nits d'agost, una reconstrucció novel·lada dels darrers dies que va viure Xirinacs, llibre que s'adaptà al cinema el 2022 donant a conèixer la seva figura, però des del seu vessant més humà i no tan polític, i que tracta sobre com s'ha d'afrontar la pròpia mort.
A l'any 2024, La Fundació Randa-Lluís M. Xirinacs publica una nova versió del llibre “Un model global de la realitat. Primera part: Model menor” a través de l'editorial Sunya. La present edició introdueix dues modificacions respecte a la de 2007. En primer lloc, s'han eliminat alguns capítols finals, que tractaven els fonaments geomètrico-matemàtics (desenvolupats especialment en la tesi doctoral de Xirinacs) i el capítol sobre la gènesi del model (ja exposat en l’autobiografia Des de dins de mi -2022, Ed. Voliana-). En segon lloc, a diferència de l’edició anterior, les figures estan ara integrades dins dels capítols corresponents, fet que en facilita la lectura. Aquesta nova edició esdevé així un manual complet del Model menor, basat en els texts i figures de Xirinacs.

## Badomeries
Sobre el seu pas pel Senat, entre 1977 i 1979, molts mitjans de comunicació han anat repetint la dada falsa que fou el senador més votat de tot l'Estat o de Barcelona. Aquesta informació l'han difosa mitjans com La Vanguardia, Vilaweb, El Punt o Europa Press. Tal com es pot comprovar si hom consulta les dades oficials d'aquelles eleccions al lloc web del Senat espanyol o al del Departament de Governació i Administracions Públiques de la Generalitat, els tres senadors més votats a Barcelona i al conjunt de l'estat van ser Josep Benet, amb 1.328.607 vots, Francesc Candel, amb 1.263.669 i Alexandre Cirici, amb 1.198.256, tots tres de l'Entesa dels Catalans. Xirinacs va ser el quart més votat de Barcelona i Catalunya i el vuitè de l'Estat (els quatre de Madrid el sobrepassaven), amb 550.678 vots. Això sí, va ser l'independent més votat mai fins llavors al Senat.

## Obres i escrits
- Arxiu personal Lluís M. Xirinacs. Fundació Randa-LMX
- Secularització i cristianisme, 1969
- Concepció d'Església, Futur d'Església  PDF, escrit l'any 1970, editat l'octubre de 1976
- Carta a un policia armat, 21 de març de 1976
- L'espectacle obsessiu
- Entro en el gran buit. Continuació de l'anterior
- Vaga de fam per Catalunya, diari de 21 dies, 1976
- Subjecte
- Constitució, paquet d'esmenes, 1979
- Constitución, paquete de enmiendas. Versió en castellà de l'anterior, 1979
- La primera història humana (HTML) Arxivat 2009-05-01 a Wayback Machine. format PDF Arxivat 2011-07-26 a Wayback Machine.
- La dimensió cooperativa. Amb Jordi Via i Jordi Garcia
- Món alternatiu. Transcripció de la conferència realitzada el divendres 14 de febrer de 1986 en la inauguració de la cooperativa Tascó
- Mundo alternativo Traducció al castellà de l'anterior, 1986
- El diàleg difícil entre ciència i consciència. Article publicat en la revista L'Esborrany de Sant Boi de Llobregat. Maig del 1991
- La traïció dels líders, trilogia que conté La sembra laboriosa (abril, 1993), Una pedregada seca (abril, 1994) i La collita perduda (abril, 1997), tornada a publicar el 2015 en format electrònic per la fundació Randa-Lluís M. Xirinacs i el Centre d'Estudis Joan Bardina en un sol document aquesta trilogia de memòries polítiques. Exhaurida des de fa anys, l'obra va ser publicada entre els anys 1993 i 1997[36]
- Plantem-nos. Temes vius i pendents per al tombant de mil·lenni, 2000. Amb Lluís Busquets.
- Manifest-crida, 2000
- Crida, 2001
- Filosofia i pràctica de la no-violència. Transcripció d'un seminari fet a La Plana, Bages, l'agost del 2001
- Discurs íntegre que Xirinacs va pronunciar l'11 de setembre de 2002 al fossar de les Moreres de Barcelona
- Crida, 2002
- Declaració de Lluís M. Xirinacs davant del jutge Arxivat 2007-10-06 a Wayback Machine. 17 de desembre del 2002
- La traïció dels líders Arxivat 2007-09-28 a Wayback Machine.. Trilogia de memòries polítiques
- Mentalitat i models globals Arxivat 2008-03-17 a Wayback Machine.. Paper en el qual Xirinacs exposa un model global per fer front a la complexitat de la realitat
- El terror, la pau i el sagrat, 2005
- Amnistia 77, Franco ha mort?, 2006
- Un model global de la realitat. Primera part: model menor, 2007
- La mare de l'univers, 2007
- Temps categòric, 2007
- Dietari final, 2007. Obra pòstuma
- L'Esperit batega per Catalunya. Publicació pòstuma 2008
- La no-violència. Publicació pòstuma 2009
- Tercera via. Sistema General a la mesura de l'home d'avui  PDF. Obra redactada l'any 1982. Primera edició pòstuma, abril del 2012
- El valor humà de la pau i altres textos inèdits, a càrrec de l'Institut Català Internacional per la Pau, ICIP. Publicació pòstuma, 2012
- Un model global de la realitat. Primera part: model menor, febrer de 2024, editorial sunya, nova versió